# Brack-Jan
Axel Reinhold Fröléen, även kallad Brack-Jan, född 30 juli 1867 i Skå församling, Stockholms län, död 4 februari 1942 i Göteborg, var en känd svensk journalist och bondkomiker.

## Biografi
Efter skolstudier fick Fröléen 1885 anställning som stationsskrivare vid Stockholm–Västerås–Bergslagens Järnvägar, där han blev kvar till 1907. Då blev han journalist på heltid. Han medarbetade även i skämtpressen och olika tidskrifter och kalendrar och var utgivare för flera tillfälliga sådana.
Han studerade Norbergsdialekten och upptecknade folkminnen från den trakten. Fröléen skrev ett femtiotal revyer. Under åren 1898–1908 uppträdde han ofta på Skansen i Stockholm. Han verkade även på Göteborgs scener, var biografföreståndare där och hade sin bostad bland annat på Norra Liden. 
Den 23 mars 1918 reste han uppmuntrad därtill av Erland Nordenskiöld till Finland med Svenska brigaden för att delta i finska inbördeskriget på den vita sidan. Han verkade där som brigadens arkivarie.

## Diskografi (78-varvare)
- Kommunalstämma i Grönköping, 1908
- En lustig auktion i en musikaffär, 1908
- Bergmansvisa med Handklaver, sång av Axel Frölén, 1911
- Landsmål från Bergslagen, deklamerad av Axel Frölen, 1911